# 山本弘 (画家)
山本 弘（やまもとひろし、1930年6月15日 - 1981年7月15日）は、日本の洋画家。

## 概要
長野県下伊那郡神稲村（現豊丘村）に生まれた。まもなく父親について長野県飯田市へ転居する。1945年予科練に入ると言って上京するが入隊しなかった模様で、帰郷してまもなく終戦を迎えた。戦後ヒロポン中毒に苦しみ、何度か自殺未遂を繰り返していった。
帝国美術学校（現武蔵野美術大学）に入学するが中退した。中央本線沿線に住み、池田龍雄らと交流する。菊華女子高等学校で開かれた第1回杉並文化展に出品する。20歳代早いころ飯田市へ帰る。日本アンデパンダン展等に出品する。相変わらず何度も自殺未遂を繰り返した。34歳で結婚し、以後アルコール中毒に苦しみながら油彩を制作し続けた。山本はその後、飯田市で何度も個展を開き、40歳代後半、アル中治療のため飯田病院へ二度入院するが完治には至らなかった。最後の1年余の入院から退院後から間もなく1981年7月15日、山本は自殺を遂げた。51歳だった。
山本の死後、飯田市美術博物館に50点余が収蔵された。また美術評論家の針生一郎にも絶賛され、東京都京橋の東邦画廊で遺作展を繰り返し瀬木慎一、ワシオトシヒコ等美術評論家より高い評価を受けた。その後、銀座や日本橋の兜屋画廊、77ギャラリー、ギャラリー汲美、ギャラリーMoMo六本木、ギャラリーゴトウ、戸村美術、ギャラリー403、銀座K'sギャラリー-an、道玄坂アートギャラリーで個展を開いている。